# Mesoleius lindemansi
Mesoleius lindemansi là một loài tò vò trong họ Ichneumonidae.